# Église Saint-Grégoire des Minimes
L'église Saint-Grégoire des Minimes est située à Tours, rue de la Préfecture, à côté du Lycée Descartes, ancien grand séminaire Saint Charles de Tours jusqu'à la révolution. C'était, à l'origine, l'église conventuelle du couvent des frères minimes. En son sein est pratiqué le rite tridentin.

## Historique
Précédemment, les minimes possédaient déjà le couvent de Jésus-Marie  fondé, en 1489, par saint François de Paule, non loin du château de Plessis-lez-Tours à La Riche, donc aux portes de Tours. En 1619, ces religieux résolurent d'acquérir un terrain dans Tours pour y établir une infirmerie « Le septième chapitre général, tenu à Rome, avait donné l'autorisation aux couvents situés à la campagne de faire construire des infirmeries dans les villes voisines, afin que les malades pussent y recevoir des soins plus intelligents et plus prompts. Les religieux du Plessis délibérèrent, par acte capitulaire du 23 janvier 1619, d'acheter un emplacement dans la ville de Tours, pour en construire une ».
Les religieux firent donc l'achat (l'acte notarié est daté du 26 mars 1619, par devant Me Martin Portays) d'un vaste quadrilatère de 3 arpents 25 chainées (soit 2 hectares 15 ares) dans la ville de Tours. Après avoir obtenu le consentement du Corps de la ville de Tours pour la construction de l'infirmerie et l'accord de l'Archevêque de Tours pour l'implantation des Minimes dans Tours, les religieux prirent matériellement possession du terrain le 24 juin 1621, en la fête de Saint Jean Baptiste, et la cérémonie de plantation de la croix, réunissant tous les minimes de Touraine et leurs amis, eu lieu le 15 août 1621 en présence de la Reine Marie de Médicis, veuve de Henri IV; la cérémonie fut présidée par le vicaire général du diocèse, le chanoine Abel Ludore.
Les travaux de construction du couvent et de l'église commencèrent en octobre 1626; en décembre 1628, une forte crue de la Loire fit s'écrouler le mur nord de l'église en cours de construction; à la reprise des travaux, il fut décidé de modifier le plan primitif en y ajoutant 3 chapelles au nord; le gros œuvre, pour le couvent et l'église est achevé en 1630. L'église est consacrée, sous le vocable de saint Grégoire, en 1635 par Mgr Victor Le Bouthillier, coadjuteur et futur successeur de l'Archevêque de Tours.
À la suite de la Révolution française et des confiscations des biens de l'Église, le couvent et son église sont vendus à Pierre Bucheron, négociant fortuné de Tours. Celui-ci fait du couvent sa résidence principale et loue l'église à l'usage d'entrepôt. En 1853 Jules Bucheron, fils du précèdent, loue le couvent au ministère de la guerre; devenu "grand commandement" en 1858, le ministère achète l'ensemble des bâtiments en octobre 1858 et le maréchal Baraguey d'Illiers y effectue de nombreux travaux pour le transformer en l'Hôtel du Grand Commandement tel qu'on le connait aujourd'hui. 
Pendant ce temps, le 27 novembre 1856, le lycée impérial, voisin de l'église à l'ouest, s'est porté acquéreur de ladite église pour en faire la chapelle du lycée. Après d'importants travaux, la chapelle est solennellement bénie le 15 décembre 1857. Elle restera la chapelle du lycée Descartes, puis (à partir de 1945) des lycées Descartes et Balzac jusqu'en 1981.
Elle est classée à l'inventaire des monuments historiques en 1919.
En octobre 1981, une famille tourangelle fait l'acquisition de cette église qu'elle met à disposition de la Fraternité Sacerdotale Saint Pie X pour y restaurer le culte catholique romain traditionnel. À cette occasion, elle reprend son nom d'église Saint-Grégoire des Minimes. Il est généralement possible de la visiter lors des Journées du patrimoine.

## Description
Outre l'intéressant décor baroque de la façade occidentale, cet édifice possède un ensemble de boiseries exécutées de 1677 à 1679 par un groupe de 3 menuisiers et 2 ébénistes (dont deux deviendront frères minimes en 1679, Antoine Audric et Cot Taboué), dont un baldaquin en chêne sculpté au XVIIe siècle.
L'église dispose de trois chapelles latérales accompagnées de leurs retables et statues représentant respectivement : la Sainte Vierge Marie, Sainte Anne et Saint Joachim dans la première chapelle.

## Galerie

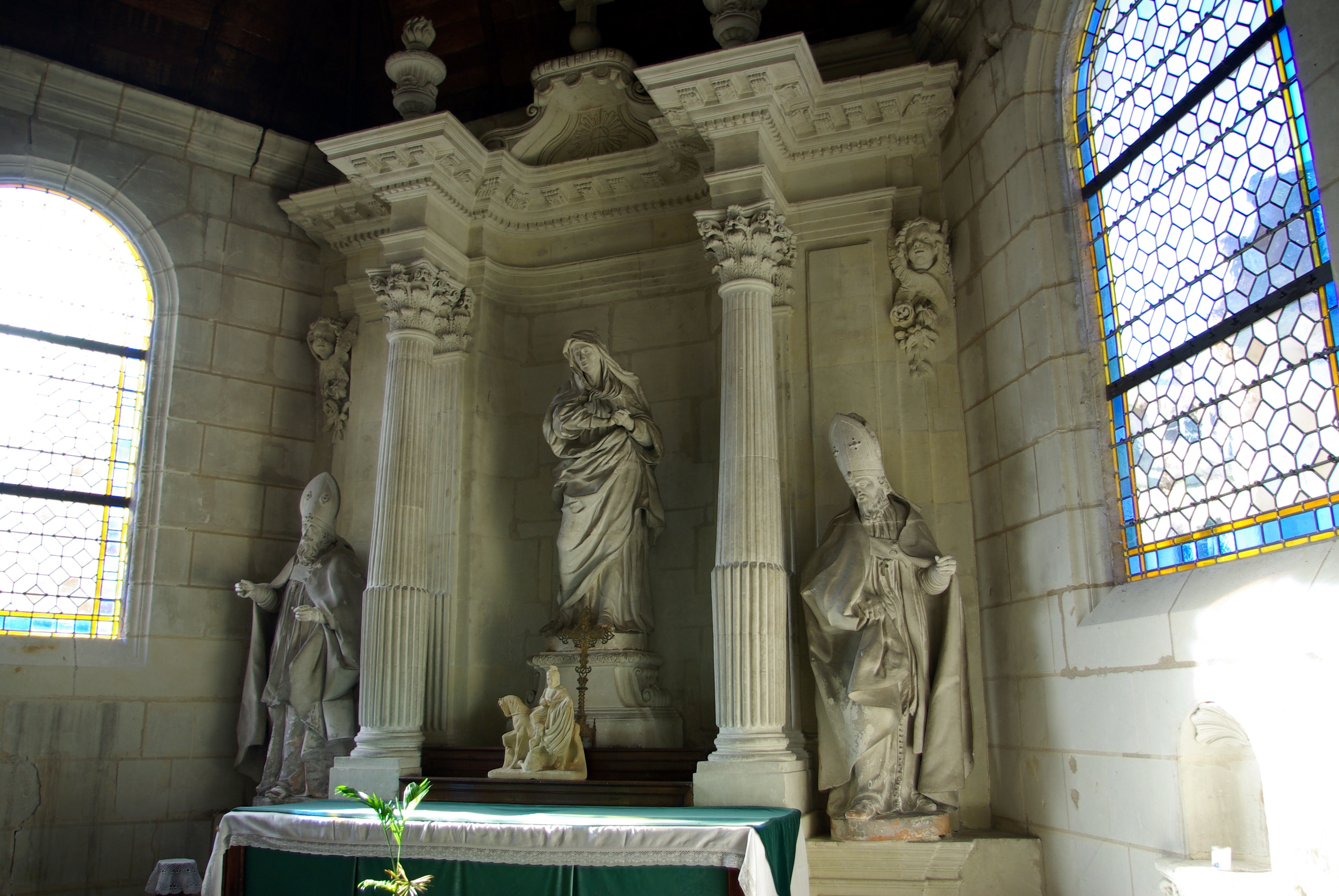
Chapelle latérale
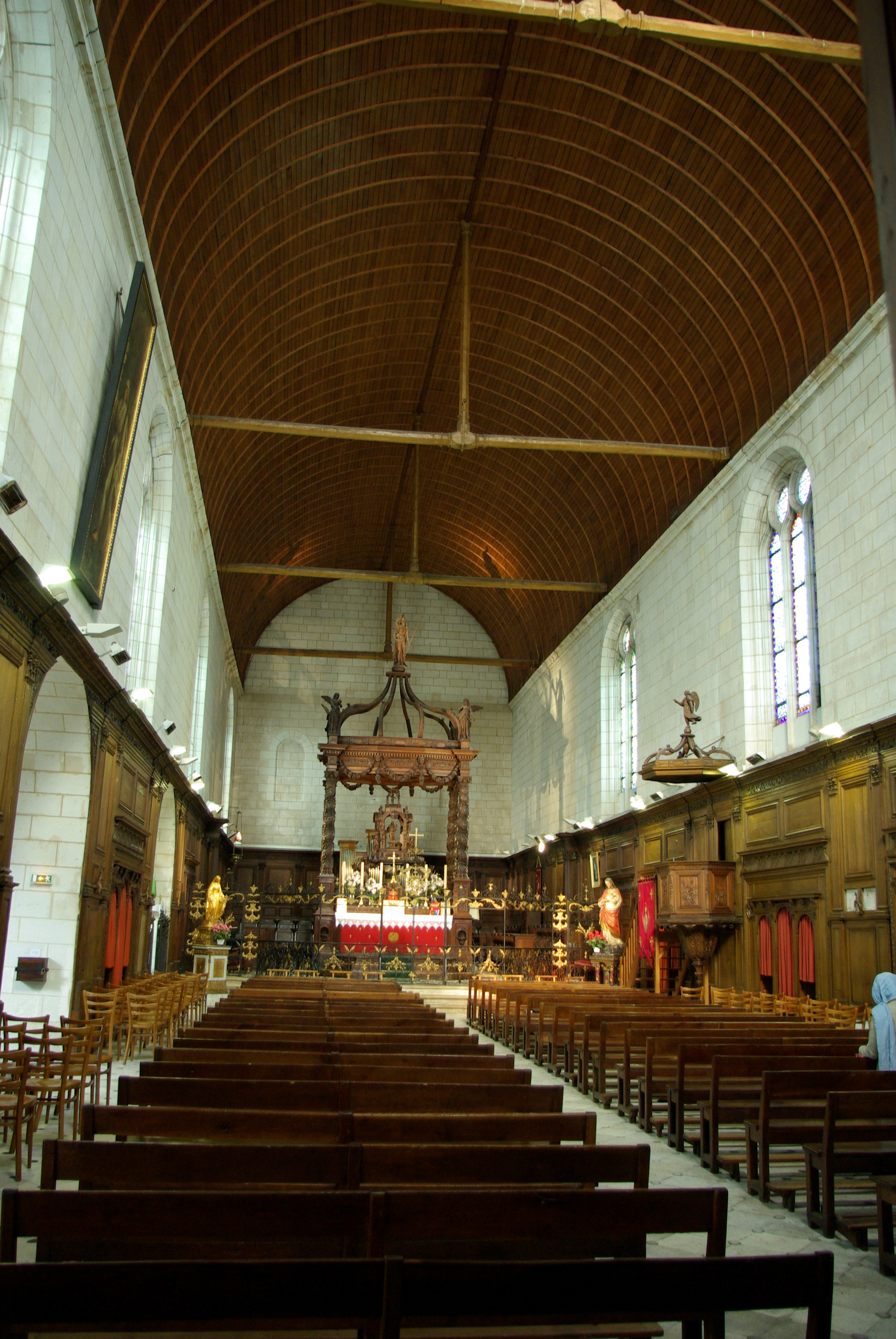
Intérieur de l'église